# Осмин Йыван
Осми́н Йыва́н (псевдоним, настоящее имя — Ива́н Ива́нович Ло́гинов) (3 апреля 1915, Дубовка, Царевококшайский уезд, Казанская губерния — 6 апреля 1997, Йошкар-Ола, Республика Марий Эл) — марийский советский поэт, прозаик, переводчик, журналист, редактор, педагог. Народный поэт Республики Марий Эл (1997). Лауреат Государственной премии Республики Марий Эл (1993).

## Биография
Родился в крестьянской семье. Учился сначала в Сотнурской семилетней школе, затем — в Йошкар-Олинском педтехникуме. По окончании техникума — сотрудник редакции газеты «Марий коммуна». В 1936—1938 годах — студент московского Литературного института им. А. М. Горького (заочно).
В годы сталинских репрессий, опасаясь их, уехал из Йошкар-Олы. Благодаря помощи марийского писателя и педагога Г. Микая, укрывшего его от преследований со стороны НКВД, учительствовал в марийских и татарских школах. Вернувшись в Йошкар-Олу перед началом Великой Отечественной войны, работал литературным консультантом марийского Союза писателей и младшим научным сотрудником Марийского НИИ. Главный редактор альманаха «Пиалан илыш».
С 1942 года и в течение 6 лет был заведующим отделом сельского хозяйства редакции газеты «Марий коммуна». Затем был приглашён на должность редактора в Марийское книжное издательство.
В 1950—1955 годах находился в тюрьме башкирского города Салават по ложному обвинению в антисоветской деятельности. Вернувшись на родину, работал в Марийском книжном издательстве, редакциях республиканских и районных газет и журналов.
Умер 6 апреля 1997 года в Йошкар-Оле. Похоронен на родине.

## Литературная деятельность
Начал писать и публиковаться с 1931 года. В 1935 году выпустил первый сборник стихов «У тукым» («Молодое племя»).
В 1940 году был принят в Союз писателей СССР.
В предвоенные и военные годы одна за другой из печати вышли его книги: «Рвезе ӱмыр» («Пора юности», 1940) «Йӧратем» («Люблю», 1941), «Онар» (1943), «Алал кумыл дене» («От всей души», 1945), «Шочмо мланде» («Родная земля», 1948) и др.
Й. Осмин — автор более 20 книг стихов на марийском и русском языках. Был составителем сборника народных песен «Марий муро» (1945). На его стихи композиторы написали много песен, ставших популярными. Написал более 10 поэм, особенно известна его поэма «Уна» («Гостья»).
Й. Осмин — один из авторов (вместе с Г. Матюковским и М. Якимовым) либретто первой марийской оперы композитора Э. Сапаева «Акпатыр» (1961) по одноимённой драме С. Чавайна.
Много сатирических очерков и юмористических зарисовок написал для сатирического журнала «Пачемыш» («Оса»). В последние годы жизни трудился над хроникальным романом «Кава ден мланде коклаште» («Между небом и землёй»).
Произведения Й. Осмина переведены на русский, чувашский, татарский, башкирский, мордовский и другие языки. На марийский язык перевёл стихотворения и поэмы И. Крылова, А. Пушкина, М. Лермонтова, Н. Некрасова, Т. Шевченко, И. Бунина, А. Блока, В. Маяковского и других. Переводил также прозу русских и иностранных классиков литературы (повести «Ася», «Первая любовь» И. Тургенева, пьесы «Комедия ошибок» и «Два веронца» В. Шекспира, «Собака на сене» Лопе де Вега, «Женитьба» Н. Гоголя и др.).

## Основные произведения
Далее приведён список основных произведений поэта на марийском языке и в переводе на русский язык.

### На марийском языке
- У тукым: йочалык почеламут-влак [Молодое племя: стихи для детей]. Йошкар-Ола, 1935. 56 с.
- Рвезе ӱмыр: почеламут-шамыч [Люблю: стихи]. Йошкар-Ола, 1940. 76 с.
- Йӧратем: почеламут-шамыч [Люблю: стихи]. Йошкар-Ола, 1941. 80 с.
- Онар: почеламут-шамыч [Исполин: стихи]. Йошкар-Ола, 1943. 104 с.
- Алал кумыл дене: муро-шамыч [От всей души: песни]. Йошкар-Ола, 1945. 48 с.
- Шочмо мланде: йоча-шамычлан почеламут ден йомак сб. [Родная земля: стихи и сказки для детей]. Йошкар-Ола, 1948. 96 с.
- Ужар жап: йоча-влак почеламут сборник [Зелёное время: сборник стихов для детей]. Йошкар-Ола, 1957. 52 с.
- Янлык пайрем: йомак [Праздник зверей: сказка]. Йошкар-Ола, 1957. 44 с.
- Почеламут ден муро-влак [Стихи и песни]. Йошкар-Ола, 1959. 160 с.
- Поэма-влак [Поэма]. Йошкар-Ола, 1960. 116 с.
- Поро кече: почеламут ден муро-влак [Добрый день: стихи и песни для детей]. Йошкар-Ола, 1963. 28 с.
- Мыйын шулдырем: почеламут-влак [Мои крылья: стихи]. Йошкар-Ола, 1965. 116 с.
- Йомак-влак: почеламут дене возымо [Сказки в стихах]. Йошкар-Ола, 1967. 28 с.
- Чодыра сем: ойлымаш ден очерк-влак [Лесная мелодия: рассказы и очерки]. Йошкар-Ола, 1969. 108 с.
- Лётчик: поэма. Йошкар-Ола, 1973. 24 с.
- Уна: поэма [Гостья: поэма]. Йошкар-Ола, 1974. 112 с.
- Йыжынган муро: почеламут ден поэма-влак [Моя периодическая: стихи и поэмы]. Йошкар-Ола, 1976. 160 с.
- Уныкамлан: почеламут-влак [Внукам: стихи]. Йошкар-Ола, 1979. 32 с.
- Лётчик: поэма. Йошкар-Ола, 1990. 16 с.
- Пышкемдыш; Ом мондо: почеламут-влак // Тылат. Йошкар-Ола, 1994. С. 194—196.
- Меранг=заяц: почеламут-влак [на марийском и русском языках]. Йошкар-Ола, 1995. 8 с.
- Кава ден мланде коклаште: шарнымаш роман. 1, 2 книга-влак [Между небом и землёй: роман-хроника, 1, 2 книга]. Йошкар-Ола, 1996. 264 с.
- Муро лонггаште; Муремын рӱдыжӧ…: почеламут-влак // Кече. 1991. № 11. С. 6—7.
- Синоним влак // Кече. 1997. № 2. С. 4.

### В переводе на русский язык
- Песня и время: стихи и поэмы / пер. А. Казакова. Йошкар-Ола, 1968. 92 с.
- Сердце и матери; Керебеляк; Песня и время…: стихи // Соловьиный родник. Йошкар-Ола, 1970. С. 130—137.
- Мой осиный рой: стихи / пер. И. Законова // Юмор мари. Йошкар-Ола, 1979. С. 233—236.
- Кужыер; Я люблю тебя, Элнет!; Приди!: стихи / пер. А. Казакова // Между Волгой и Уралом. Чебоксары, 1980. С. 61—65.
- Испытание: стихи / пер. А. Казакова // Песня, ставшая книгой. М., 1982. С. 373.
- Керебеляк: стихи / пер. А. Казакова // Между Волгой и Уралом. Уфа, 1982. С. 98—99.
- Гостья: поэма / пер. С. Макарова. Йошкар-Ола, 1985. 112 с.
- Лётчик: поэма / пер. С. Каширина. Йошкар-Ола, 1989. 16 с.

## Память
- Имя поэта ныне носит Керебелякская школа Звениговского района Марий Эл[5].

- Ежегодно в Керебелякской школе Звениговского района Марий Эл проводится районный конкурс чтецов для детей «Осминовские чтения»[6].

## Награды и звания
- Народный поэт Республики Марий Эл (1997)
- Государственная премия Республики Марий Эл (1993)
- Медаль «За трудовую доблесть» — за активное участие в хозяйственной и культурной жизни Марийской Республики[7]
- Медаль «Ветеран труда» — за активное участие в хозяйственной и культурной жизни Марийской Республики[7]
- Почётная грамота Президиума Верховного Совета Марийской АССР (1941, 1944, 1963)[2]